# Lepthyphantes bacelarae
Lepthyphantes bacelarae là một loài nhện trong họ Linyphiidae.
Loài này thuộc chi Lepthyphantes. Lepthyphantes bacelarae được Ehrenfried Schenkel-Haas miêu tả năm 1938.